# Lampides hellada
Lampides hellada är en fjärilsart som beskrevs av Hans Fruhstorfer 1916. Lampides hellada ingår i släktet Lampides och familjen juvelvingar. Inga underarter finns listade i Catalogue of Life.